# 23889 Hermanngrassmann
23889 Hermanngrassmann (1998 SC28) là một tiểu hành tinh vành đai chính được phát hiện ngày 16 tháng 9 năm 1998 bởi P. G. Comba ở Prescott.